# Municipio de Hancock (Minnesota)
El municipio de Hancock (en inglés: Hancock Township) es un municipio ubicado en el condado de Carver en el estado estadounidense de Minnesota. En el año 2010 tenía una población de 345 habitantes y una densidad poblacional de 7,48 personas por km².

## Geografía
El municipio de Hancock se encuentra ubicado en las coordenadas 44°42′27″N 93°49′38″O / 44.70750, -93.82722. Según la Oficina del Censo de los Estados Unidos, el municipio tiene una superficie total de 46.13 km², de la cual 46,06 km² corresponden a tierra firme y (0,15 %) 0,07 km² es agua.

## Demografía
Según el censo de 2010, había 345 personas residiendo en el municipio de Hancock. La densidad de población era de 7,48 hab./km². De los 345 habitantes, el municipio de Hancock estaba compuesto por el 95,65 % blancos, el 2,32 % eran afroamericanos, el 1,16 % eran asiáticos y el 0,87 % eran de una mezcla de razas. Del total de la población el 2,03 % eran hispanos o latinos de cualquier raza.